# Israel Hwasser
Israel Hwasser, född 17 september 1790 i Älvkarleby socken i Uppland, död 11 maj 1860 i Uppsala, var en svensk läkare, professor och tänkare. Hans största bidrag till vetenskapshistorien var att han företrädde romantikens naturfilosofi inom medicinen.

## Biografi
Hwasser fick som ung i mycket ringa mån andras undervisning. Vid Uppsala universitet inskrevs han som student 1804, blev 1810 medicine kandidat och 1812 medicine licentiat samt promoverades frånvarande, med första hedersrummet (primus), till medicine doktor 1813. Hans dissertation handlade om kallvattnets betydelse vid feber.
Under krigen 1813–14 tjänstgjorde han som sjukhusläkare vid svenska hären i Tyskland och Norge samt särskilt vid de stora nederlagssjukhusen i Celle och Kiel. År 1817 erhöll han professuren i praktisk medicin vid universitetet i Åbo, där han även var inspektor för universitetets svenskspråkiga sektion mellan 1822 och 1827. Han blev även ledamot av finska Collegium medicum, till vars vice ordförande han utsågs 1824.
Från sina befattningar i Finland tog han avsked 1829 och återvände till Sverige samt utnämndes 1830 till professor i teoretisk och praktisk medicin vid universitetet i Uppsala. År 1855 erhöll han på begäran avsked från sin lärarbefattning, men bedrev även under sina återstående dagar oavbrutet studier och författarskap. År 1840 kallades han till filosofie hedersdoktor vid universitetet i Helsingfors; 1849 erhöll han Svenska Akademiens kungliga pris. Han var ledamot av Vetenskapssocieteten i Uppsala (1831), Vetenskapsakademien (1848) och Svenska Akademien (1854, stol 16) samt hedersledamot av Vetenskapssocieteten i Helsingfors (1840) och av Vitterhets-, historie- och antikvitetsakademien den 1 juni 1858. Hwasser bildade 1848 Karl Johans förbundet som hyllning till Karl XIV Johan för dennes politik gentemot Finland.
Israel Hwasser var gift med Anna Charlotta Wadsberg, dotter till med. dr Anders Magnus Wadsberg. De adopterade hans brorson Daniel Hwasser. Israel Hwasser ligger begravd på Uppsala gamla kyrkogård.
Släkten Hwasser kan spåras till Skåne under tiden då landskapet blev svenskt, och äldste stamfadern Börje Hwass räknades då som svensk. Israel Hwassers far Lars Adolph Hwasser var kontraktsprost i Romfartuna socken. Modern Margareta Djurman var borgardotter från Stockholm och på mödernet Bureättling. Israel Hwassers äldre bror Gabriel Hwasser var kontraktsprost, en yngre bror var far till Daniel Hwasser och dessas halvbror Adolph Leonard Hwasser var stads- och bataljonsläkare.

## Hwassers idéer om medicinens vetenskaplighet

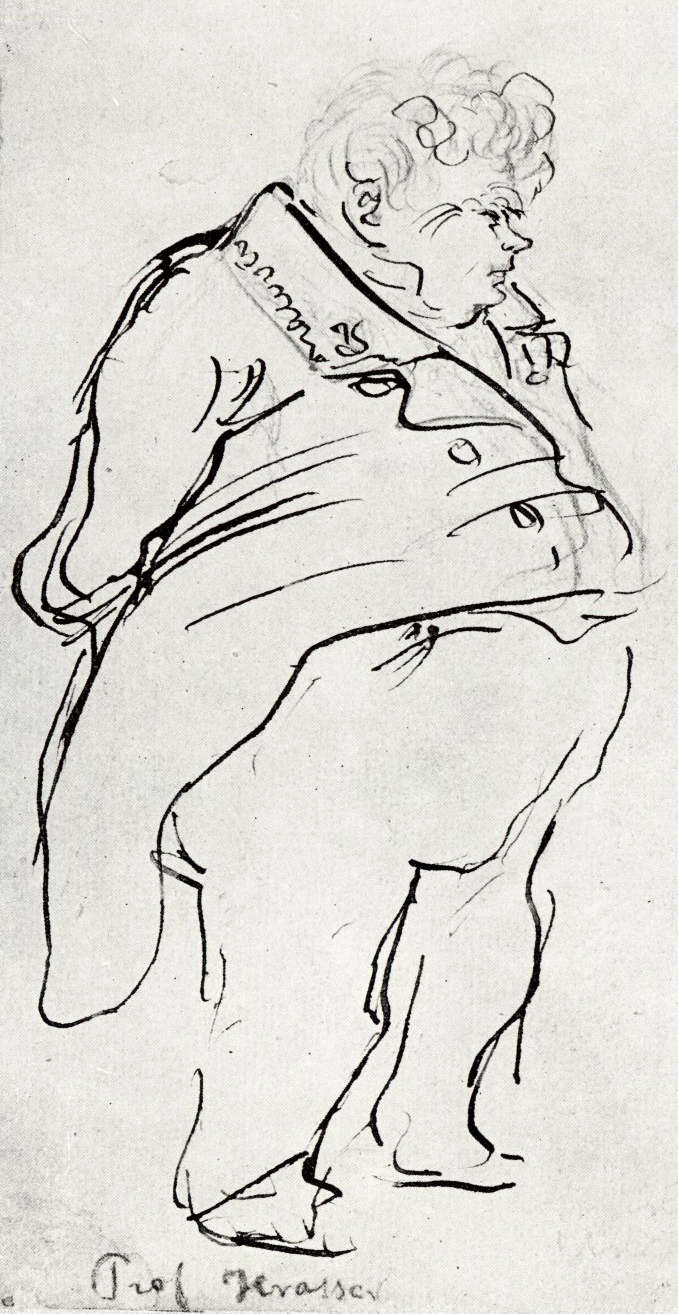
Hwasser på teckning utförd av Fritz von Dardel på 1840-talet.

Hwassers författarskap var mer filosofiskt än analytiskt och strängt vetenskapligt bevisande. Han utvecklade ett system för medicinens filosofi, men bildade ingen skola eftersom han aldrig fick anhängare som odelat följde hans utstakade teoriers vägar. Bland hans elever kan ändå Olof Glas och Per Hedenius nämnas, dock med förbehållet att dessa var oberörda av hans medicinska teorier och hans moraluppfattning.

### Sjukdomars väsen och uppkomst
Hwassers utgångspunkt för hans medicinteorier hade sin idéhistoriska rot i den polaritetsteori som florerade under romantiken, vilket gav att sjukdomar och hälsa ansågs bero på balanser och obalanser mellan motsättningar. Människokroppen ansåg han bestå av en högre och en lägre pol. Till skillnad från Dietrich Georg von Kieser som delade den synen på kroppen, värderade inte Hwasser dessa poler. Den högre, andliga, var för Hwasser lika negativ som den lägre. Den enda högre kraft som påverkade hälsan var Gud eller Livet, vilket var det enda som kunde rädda en kropp i kris från döden. Med denna utgångspunkt ställde han sig likgiltig inför de vetenskapliga upptäckterna i patologi, anatomi och fysiologi som lades fram under hans livstid. Läkarens uppgift var enligt Hwasser delvis att leda patienten till den andlighet som krävdes för tillfrisknande, men han var inte så konsekvent att han avfärdade praktisk medicin. Dock menade han att sjukdomens och förgängelsens väsen kunde definieras som självförstöring.
Egenarten i Hwassers åsikter och uttryckssätt, vare sig han behandlar etiska, estetiska, sociala eller politiska ämnen, har huvudsakligen sin grund i att hela hans vetenskapliga betraktelsesätt utvecklat sig från en medicinsk utgångspunkt. Den tanken att individen, när han bestämmer sig själv, bestämmer sin egen undergång, blev uppslaget inte bara till hans konstruktion av sjukdomsläran, vilken tydligast framställs i inledningen till hans avhandling Om cholerafarsoten (1836–1837), utan även till hans betraktelser av alla övriga frågor inom människans såväl kroppsliga som andliga liv. En sådan självförstörelse var också grunden till mentalsjukdomar, vilka enligt Hwasser uppkom av att patienten hade moraliska avvikelser.

### Medicinens vetenskaplighet

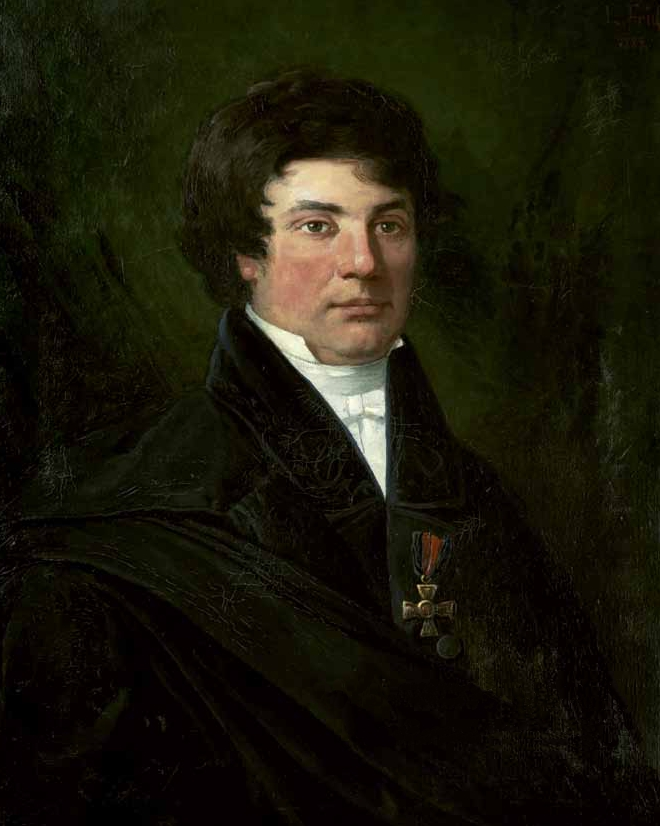
Israel Hwasser. Målning av Johan Gustaf Sandberg.

Sin holistiska övertygelse om vetenskapernas inre enhet och nödvändiga sammanhang samt sina åsikter om medicinens vetenskapliga betydelse, framställde Hwasser i en mängd uppsatser om universitetsinrättningen. Det var enligt Hwasser dennas uppgift att till ett organiskt helt och för ett gemensamt ändamål sammanhålla vetenskapens alla forskningsarter samt att därigenom upprätthålla både dess inflytande på samhällets högsta livsyttringar och dess självständighet mot tillämpningsskolornas rama nyttighetssträvan.
Han var därför en stark motståndare till att utbryta det medicinska studiet från universitetet och förlägga det till en specialskola i huvudstaden, vilket han uppfattade som universitetets sönderbrytning och medicinens nedsättning från akademiskt ämne till blott yrkeskunskap. Striden om detta började han genom sin avhandling Om Carolinska institutet (1829), vilken inte bara var en stridsskrift, utan även en fullständig bekännelse av hans vetenskapliga övertygelse. Utan hans insatser skulle troligen den medicinska undervisningen vid Uppsala universitet ha upphört till förmån för Karolinska institutet. På 1830-talet stiftade han även Uppsala läkarförening.
Men dels till följd av medicinens naturfilosofiska riktning under den tid då han fick sin medicinska utbildning, dels till följd av hans personliga egenart hängav sig Hwasser vida mer åt medicinfilosofisk betraktelse än åt naturvetenskaplig och medicinsk forskning efter empiriska metod. Med den praktiska medicinens enskilda utövning befattade han sig efter återflyttningen från Finland föga, men bestred sjukvården på Akademiska sjukhuset i Uppsala. Bland de teoretiskt medicinska läroämnena infördes i Sverige först genom Hwasser studiet av de medicinska teoriernas, den medicinska litteraturens och folksjukdomarnas historia, vilken han uppfattade som en del av den allmänna kulturhistorien och bearbetade såväl i offentliga föreläsningar som i särskilda avhandlingar. Den mest framstående bland de sistnämnda är Sydenham. Ett bidrag till medicinens culturhistoria (1845), Här kan även nämnas avhandlingen om Olof Rudbeck (1846), vilken Jöns Jacob Berzelius ansåg som sin motståndares bästa skrift.

## Författarskap
Hwassers mest lästa skrifter var Om äktenskapet (1841) och Om vår tids ungdom (1842). Sin äktenskapssyn uttryckte han som respons på Carl Jonas Love Almqvists Det går an; Hwasser kallade Almqvist "den horaktige prästen". Till Om vår tids ungdom sluter sig hans lärorika antropologiska framställning av Mannens ynglingaålder (1856, avtryck ur tidskriften Skandia, 1833). Återkommen till Sverige var Hwasser den förste som från en upphöjd ståndpunkt belyste frågan om Finlands förening med Ryssland. Han författade även inom det historiska och politiska området, där han i allmänhet intog en strängt konservativ ståndpunkt.

## Priser och utmärkelser
- 1849 – Kungliga priset
- 1856 – Kommendör av Nordstjärneorden